# بومة سخماء كبيرة
البومة السخماء الكبيرة (الاسم العلمي Tyto tenebricosa)، طائر من البوميات وفصيلة بوم الحظائر وتتبع جنس البعفة. أعطانها أستراليا وغينيا الجديدة في الغابات الجبلية المطيرة وشوهدت في جزيرة فلندرز في مضيق باس.